# 246 (tal)
246 är det naturliga talet som följer 245 och som följs av 247.

## Inom vetenskapen
- 246 Asporina, en asteroid.

## Inom matematiken
- 246 är ett jämnt tal.
- 246 är ett oktodekagontal.